# لورينزو برتراند
لورينزو برتراند هو لاعب هوكي الجليد كندي، ولد في 15 نوفمبر 1886 في هال ‏ في كندا، وتوفي في 29 فبراير 1924.